# Championnat d'Uruguay de football 1976
Navigation
Saison précédente Saison suivante
La saison 1976 du Championnat d'Uruguay de football est la soixante-quatorzième édition du championnat de première division en Uruguay. Les douze meilleurs clubs du pays sont regroupés au sein d'une poule unique, la Primera División, où ils s'affrontent deux fois au cours de la saison, à domicile et à l'extérieur. En fin de saison, un classement cumulé des deux dernières saisons détermine le club relégué en deuxième division.
C'est le Defensor Sporting Club qui est sacré champion d'Uruguay cette saison après avoir terminé en tête du classement final, avec un seul point d’avance sur le triple tenant du titre, Peñarol et quatre sur le Club Nacional de Football. C'est le tout premier titre de champion d'Uruguay de l’histoire du club.

## Qualifications continentales
Les deux premiers de la Liguilla pré-Libertadores obtiennent leur billet pour la prochaine Copa Libertadores.

## Les clubs participants
| - CA Peñarol - Defensor Sporting Club - Club Nacional de Football - CA Fénix - Huracán Buceo - Liverpool FC | - Danubio FC - CA Cerre - CA Rentistas - CA River Plate - Montevideo Wanderers - Institución Atlética Sud América - Promu de D2 |

## Compétition

### Classement
Le barème utilisé pour établir le classement est le suivant :
- Victoire : 2 points
- Match nul : 1 point
- Défaite : 0 point

| Rang | Équipe                            | Pts | J  | G  | N  | P  | Bp | Bc | Diff |
| ---- | --------------------------------- | --- | -- | -- | -- | -- | -- | -- | ---- |
| 1    | Defensor Sporting Club            | 32  | 22 | 13 | 6  | 3  | 33 | 24 | +9   |
| 2    | Club Atlético PeñarolT            | 31  | 22 | 13 | 5  | 4  | 38 | 23 | +15  |
| 3    | Club Nacional de Football         | 28  | 22 | 12 | 4  | 6  | 43 | 30 | +13  |
| 4    | Danubio FC                        | 23  | 22 | 8  | 7  | 7  | 28 | 26 | +2   |
| 5    | Huracán Buceo                     | 22  | 22 | 7  | 8  | 7  | 35 | 36 | -1   |
| 6    | Montevideo Wanderers              | 21  | 22 | 7  | 7  | 8  | 29 | 30 | -1   |
| 7    | Club Atlético River Plate         | 19  | 22 | 4  | 11 | 7  | 26 | 31 | -5   |
| 8    | Club Atlético Cerro               | 19  | 22 | 6  | 7  | 9  | 21 | 29 | -8   |
| 9    | Centro Atlético Fénix             | 18  | 22 | 5  | 8  | 9  | 31 | 35 | -4   |
| 10   | Club Atlético Rentistas           | 18  | 22 | 5  | 8  | 9  | 30 | 37 | -7   |
| 11   | Institución Atlética Sud AméricaP | 18  | 22 | 5  | 8  | 9  | 21 | 29 | -8   |
| 12   | Liverpool FC                      | 15  | 22 | 5  | 5  | 12 | 25 | 30 | -5   |

|  | Club champion d'Uruguay 1976 et qualifié pour la Liguilla pré-Libertadores |
|  | Qualification pour la Liguilla pré-Libertadores                            |
|  | Relégation directe en deuxième division                                    |
|  | T : Tenant du titre P : Promu de D2                                        |

- Centro Atlético Fénix est relégué car c'est la formation avec la plus faible moyenne de points sur les deux dernières saisons.

### Liguilla pré-Libertadores
Les six premiers du classement s'affrontent une nouvelle fois pour déterminer les deux clubs qualifiés pour la Copa Libertadores 1977. Si le champion ne termine pas parmi les deux premiers, il obtient le droit d'affronter le second de la Liguilla pour connaître la deuxième formation qualifiée.
| Rang | Équipe                    | Pts | J | G | N | P | Bp | Bc | Diff |  | Résultats (▼ dom., ► ext.) | Peñ | Def | Nac | Wan | Hur | Dan |
| ---- | ------------------------- | --- | - | - | - | - | -- | -- | ---- |  | -------------------------- | --- | --- | --- | --- | --- | --- |
| 1    | CA Peñarol                | 8   | 5 | 4 | 0 | 1 | 16 | 6  | +10  |  | CA Peñarol                 |     | 1-3 | 2-0 | 5-1 | 6-1 | 2-1 |
| 2    | Defensor Sporting ClubT   | 8   | 5 | 4 | 0 | 1 | 12 | 3  | +9   |  | Defensor Sporting ClubT    |     |     | 0-1 | 1-0 | 4-0 | 4-1 |
| 3    | Club Nacional de Football | 6   | 5 | 2 | 2 | 1 | 4  | 4  | 0    |  | Club Nacional de Football  |     |     |     | 0-0 | 1-1 | 2-1 |
| 4    | Montevideo Wanderers      | 5   | 5 | 2 | 1 | 2 | 3  | 6  | -3   |  | Montevideo Wanderers       |     |     |     |     | 1-0 | 1-0 |
| 5    | Huracán Buceo             | 3   | 5 | 1 | 1 | 3 | 4  | 13 | -9   |  | Huracán Buceo              |     |     |     |     |     | 2-1 |
| 6    | Danubio FC                | 0   | 5 | 0 | 0 | 5 | 4  | 11 | -7   |  | Danubio FC                 |     |     |     |     |     |     |

## Bilan de la saison
| Championnat d'Uruguay de football 1976 |                                    |
| Champion                               | Defensor Sporting Club (1er titre) |
| Qualifications continentales           |                                    |
| Copa Libertadores 1977                 | Defensor Sporting Club             |
| Copa Libertadores 1977                 | Club Atlético Peñarol              |
| Promotions et relégations              |                                    |
| Promus en Primera División             | Club Atlético Bella Vista          |
| Relégués en Primera B                  | Centro Atlético Fénix              |